# Zemský okres Neuwied
Zemský okres Neuwied (německy Landkreis Neuwied) je zemský okres v německé spolkové zemi Porýní-Falc. Sídlem správy zemského okresu je město Neuwied. Má přibližně 180 tisíc obyvatel. 

## Města a obce
Města:
1. Bad Hönningen
2. Dierdorf
3. Linz am Rhein
4. Neuwied
5. Unkel

Obce:
1. Anhausen
2. Asbach
3. Bonefeld
4. Breitscheid
5. Bruchhausen
6. Buchholz
7. Dattenberg
8. Datzeroth
9. Dernbach
10. Döttesfeld
11. Dürrholz
12. Ehlscheid
13. Erpel
14. Großmaischeid
15. Hammerstein
16. Hanroth
17. Hardert
18. Harschbach
19. Hausen
20. Hümmerich
21. Isenburg
22. Kasbach-Ohlenberg
23. Kleinmaischeid
24. Kurtscheid
25. Leubsdorf
26. Leutesdorf
27. Linkenbach
28. Marienhausen
29. Meinborn
30. Melsbach
31. Neustadt
32. Niederbreitbach
33. Niederhofen
34. Niederwambach
35. Oberdreis
36. Oberhonnefeld-Gierend
37. Oberraden
38. Ockenfels
39. Puderbach
40. Ratzert
41. Raubach
42. Rengsdorf
43. Rheinbreitbach
44. Rheinbrohl
45. Rodenbach bei Puderbach
46. Roßbach
47. Rüscheid
48. Sankt Katharinen
49. Stebach
50. Steimel
51. Straßenhaus
52. Thalhausen
53. Urbach
54. Vettelschoß
55. Waldbreitbach
56. Windhagen
57. Woldert